# Ashley Trujillo
Ashley Trujillo Castaño (nascido em 10 de dezembro de 2008) é um futebolista profissional Inglês que joga como avançado no Queens Park Rangers F. C.

## Juventude
Trujillo nasceu em Londres e os seus pais são naturais de Cali.

## Carreira
Começou a sua carreira nas divisões jovens do Queens Park Rangers, onde rapidamente se destacou pela sua capacidade de marcação de golos e visão de jogo. 

## Seleção
Graças à sua dupla nacionalidade, Trujillo foi convocado pela seleção nacional de futebol sub-17 da Colômbia em 2025 para disputar o Campeonato Sul-Americano sub-17, realizado na Colômbia. No torneio, destacou-se como o número 10 da equipa, marcando um golo importante na vitória sobre o Peru e ajudando a equipa a chegar à final, onde conquistou a medalha de prata.